# Гімн Російської імперії
«Бо́же, Царя́ храни́» — державний гімн Російської імперії. Початковий варіант тексту написав 1815 року Василь Жуковський на музику англійського гімну «Боже, бережи Короля» («God save the King»).

## Молитва русских (1815)
Музика Генрі Кері («Боже, бережи короля», 1743 р.), слова Василя Жуковського.
| Боже, царя храни! Сильный, державный, Царствуй на славу нам, Царствуй на страх врагам, Царь православный. Боже, царя храни! Боже, Царя храни! Славному долги дни Дай на земли! Гордых смирителю: Слабых хранителю, Всех уте́шителю — Все ниспошли! Перводержавную Русь Православную Боже, храни! Царство ей стройное, В силе спокойное, - Все ж недостойное, Прочь отжени! О, провидение, Благословение Нам ниспошли! К благу стремление, В счастье смирение, В скорби терпение Дай на земли! | Боже, царя бережи! Сильний, державний, Царюй на славу нам, Царюй на страх ворогам, Царю православний. Боже, царя бережи! Боже, Царя бережи! Славному довгі дні Дай на землі! Гордих приборкувачу: Слабких хранителю, Всіх уті́шителю — Все ниспошли! Першодержавну Русь Православну Боже, бережи! Царство їй ладне, В силі спокійне, - Все ж негідне, Геть віджени! О, провидіння, Бологословення Нам ниспошли! До болога прагнення, В щасті смирення, В скорботі терпіння Дай на землі! |

## Боже, Царя храни! (1833)
Автором музики гімну затвердженого 1833 року є Олексій Львов. Слова Василя Жуковського.
Вперше виконаний 18 грудня 1833 року (за іншими даними — 25 грудня), проіснував до Лютневої революції 1917 року.
| Боже, Царя храни! Сильный, Державный, Царствуй на славу, на славу нам! Царствуй на страх врагам, Царь православный! Боже, Царя храни! | Боже, царя бережи! Сильний, державний, Царюй на славу нам, Царюй на страх ворогам, Царю православний. Боже, царя бережи! |